# Lothar Schiller
Lothar Schiller (* in Würzburg) ist ein ehemaliger deutscher Radrennfahrer.

## Sportliche Laufbahn
Schiller war im Bahnradsport und im Straßenradsport aktiv. Er begann mit dem Radsport im Verein RV Union 1886 Nürnberg.
Von 1946 bis 1958 war er als Berufsfahrer aktiv. Er fuhr für die Radsportteams Express und Continental. Sein bedeutendster sportlicher Erfolg war der Sieg in der Europa-Meisterschaft der Steher 1955 in der Dortmunder Westfalenhalle vor dem Titelverteidiger Adolf Verschueren.